# Artesia (Mississipi)
Artesia és una població dels Estats Units a l'estat de Mississipi. Segons el cens del 2000 tenia 498 habitants.

## Demografia
Segons el cens del 2000, Artesia tenia 498 habitants, 176 habitatges, i 124 famílies. La densitat de població era de 259,8 habitants per km².
Dels 176 habitatges en un 39,8% hi vivien nens de menys de 18 anys, en un 34,7% hi vivien parelles casades, en un 30,7% dones solteres, i en un 29% no eren unitats familiars. En el 27,3% dels habitatges hi vivien persones soles el 12,5% de les quals corresponia a persones de 65 anys o més que vivien soles. El nombre mitjà de persones vivint en cada habitatge era de 2,83 i el nombre mitjà de persones que vivien en cada família era de 3,5.
Per edats la població es repartia de la següent manera: un 33,7% tenia menys de 18 anys, un 10,4% entre 18 i 24, un 27,5% entre 25 i 44, un 18,1% de 45 a 60 i un 10,2% 65 anys o més.
L'edat mediana era de 28 anys. Per cada 100 dones de 18 o més anys hi havia 83,3 homes.
La renda mediana per habitatge era de 18.438 $ i la renda mediana per família de 21.429 $. Els homes tenien una renda mediana de 20.000 $ mentre que les dones 13.750 $. La renda per capita de la població era de 8.716 $. Entorn del 42,2% de les famílies i el 43% de la població estaven per davall del llindar de pobresa.

## Poblacions més properes
El següent diagrama mostra les poblacions més properes.